# Bernhard Thiele
Bernhard Thiele (* 11. Januar 1928 in Bremerhaven; † 27. Dezember 1991 in Bremen) war ein deutscher Handballfunktionär. Er war Präsident des Deutschen Handballbundes.

## Leben
Thiele betrieb beim Verein ATS Bremerhaven Leichtathletik und Handball. Er war ab 1947 beim Magistrat der Stadt Bremerhaven beruflich als diplomierter Kommunalbeamter tätig. Thiele brachte sich in die Vereinsarbeit von ATS Bremerhaven zunächst als Jugend- und Pressewart ein. Von 1960 bis 1969 war er Vorsitzender des Bremer Handballverbands.
Anfang Mai 1972 übernahm er den Vorsitz des Deutschen Handballbunds und übte dieses Amt bis Oktober 1989 aus. Thiele lebte in Bremen und Dortmund. Er trat auf einem in Dortmund abgehaltenen außerordentlichen Bundestag des Verbandes zurück, zuvor hatten mehrere Vorsitzende von Regionalverbänden Thieles Rücktritt gefordert. In seiner Amtszeit wurde die bundesdeutsche Nationalmannschaft 1978 Weltmeister. 1979 erlaubte der DHB unter Thieles Führung den Bundesligisten erstmals Trikotwerbung. Als sich die Nationalmannschaft in einem Leistungstief befand, forderten die Bundesliga-Spitzenfunktionäre Eugen Haas (Gummersbach) und Heinz Jacobsen (Kiel) im Frühjahr 1984 Thieles Rücktritt, da sie die Auftritte der DHB-Auswahl im Zusammenhang mit der Verbandsspitze sahen. Kurz vor dem Ende von Thieles Amtszeit stieg die Nationalmannschaft bei der B-Weltmeisterschaft in die Drittklassigkeit ab. Des Weiteren war Thiele stellvertretender Vorsitzender des Technischen Ausschusses der Internationalen Handballföderation.
Im Berufsleben wurde Thiele 1977 in Bremen Geschäftsführer der Gesellschaft für öffentliche Bäder mbH.